# Souk El Attarine
Le souk El Attarine (arabe : سوق العطارين) ou souk des parfumeurs est l'un des souks de la médina de Tunis spécialisé dans le commerce des parfums et des produits de beauté.

## Historique

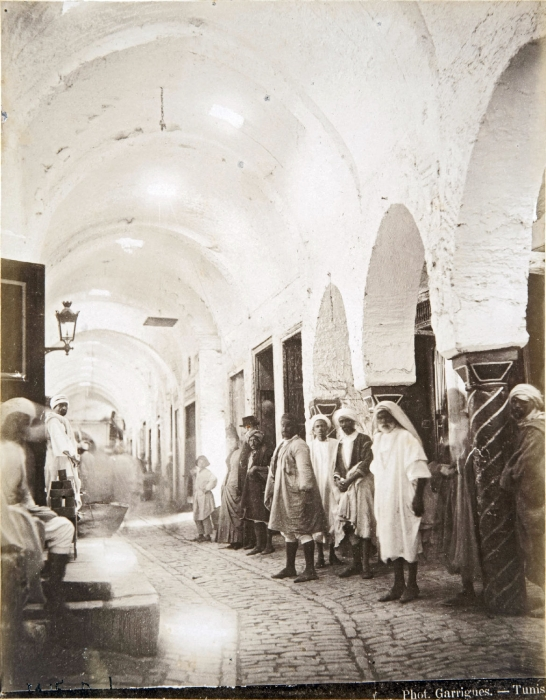
Ancienne vue du souk.

Ce souk est édifié par le sultan hafside Abû Zakariyâ Yahyâ vers 1240.

## Localisation
Il se trouve dans l'immédiate proximité de la mosquée Zitouna, le long de sa façade septentrionale.
On y accède au nord par la rue des Tamis, le souk El Blaghgia et la rue Sidi Ben Arous, à l'ouest par le souk El Trouk et au sud par le souk El Fekka.
Dans ce souk, on trouve un certain nombre de monuments historiques importants :
- la mosquée Zitouna ;
- la Khaldounia ;
- la médersa Asfouria ;
- une antenne de la Bibliothèque nationale de Tunisie[2] ;
- le fondouk El Attarine[3].

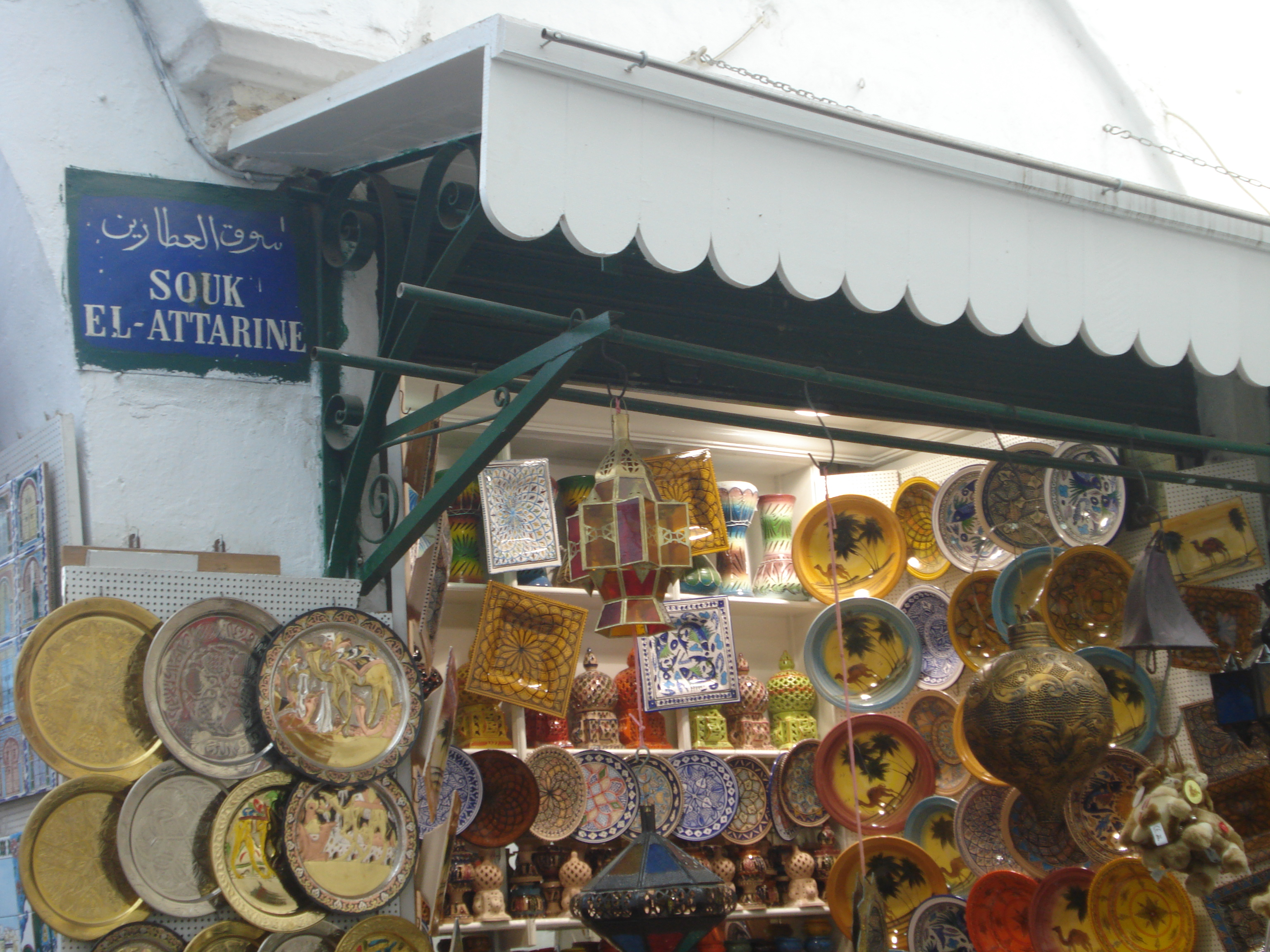
Plaque indiquant le souk.
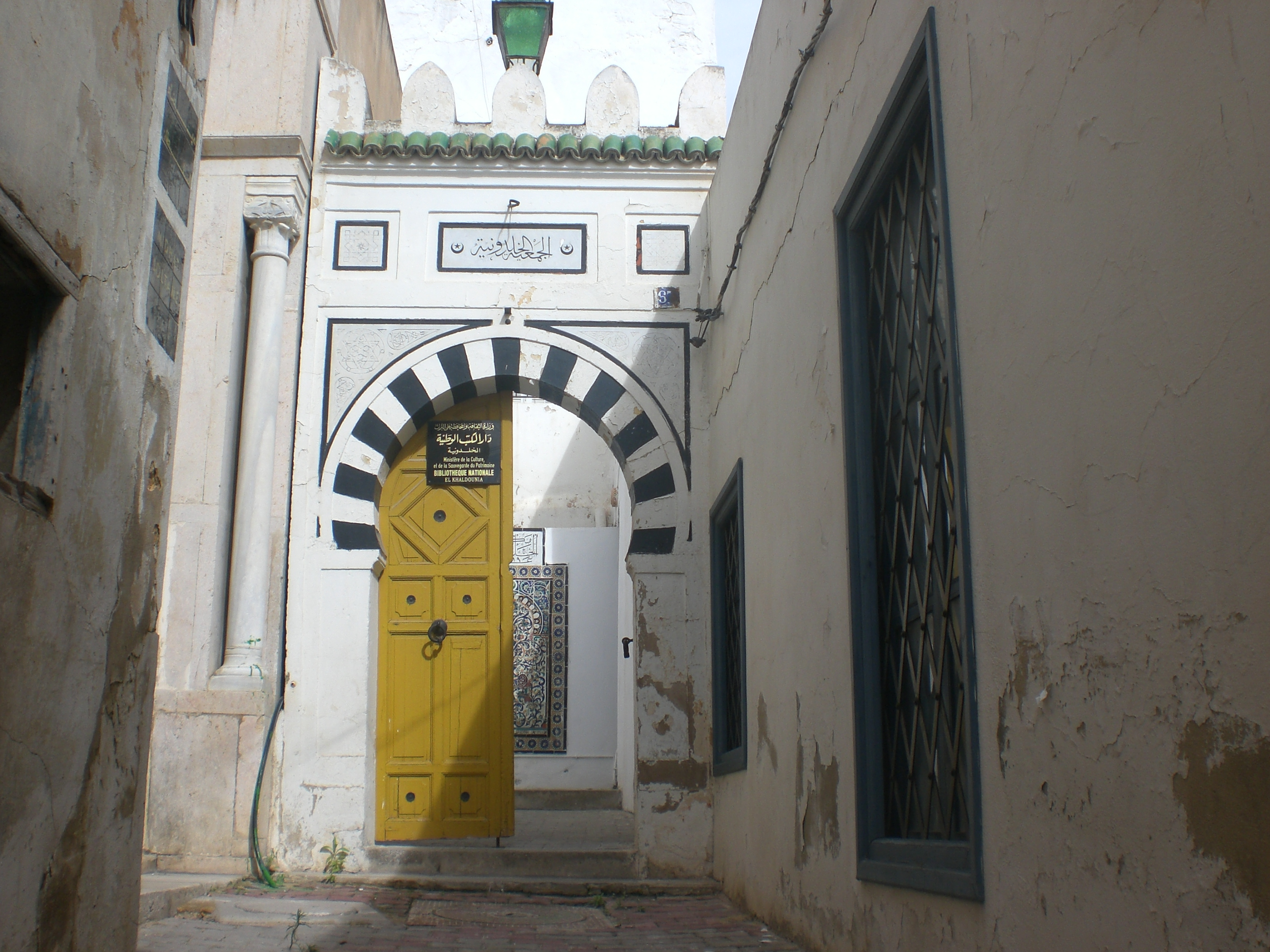
Façade de la Khaldounia.
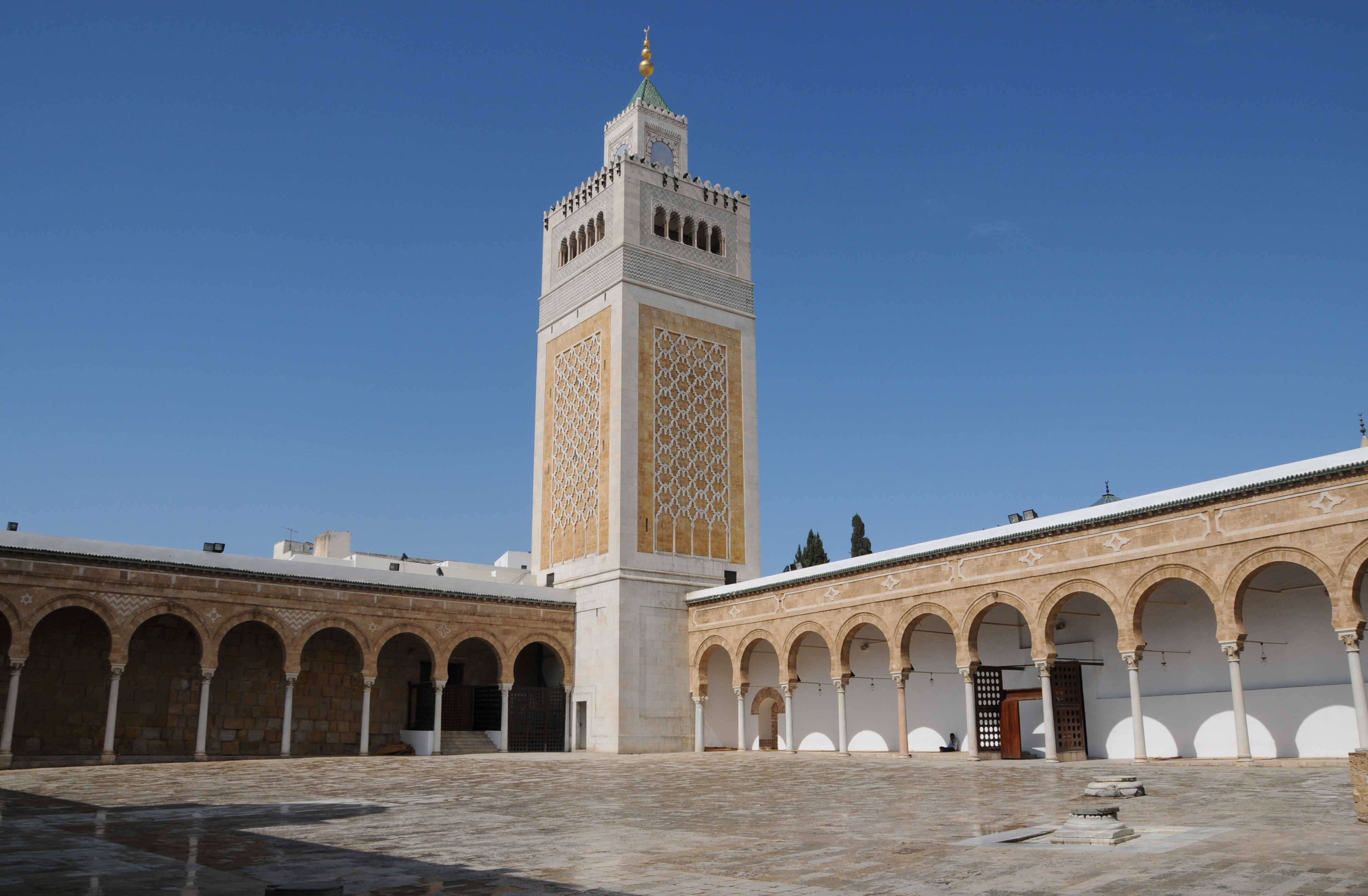
Minaret de la mosquée Zitouna.

## Produits
Ce souk est célèbre par le commerce des essences d'eau de fleur de jasmin et de rose ainsi que de l'ambre, du q'meri[Quoi ?] et du henné. On y pratique de nos jours, en plus, le commerce des parfums ainsi que celui des produits de beauté.